# Jednotné zemědělské družstvo

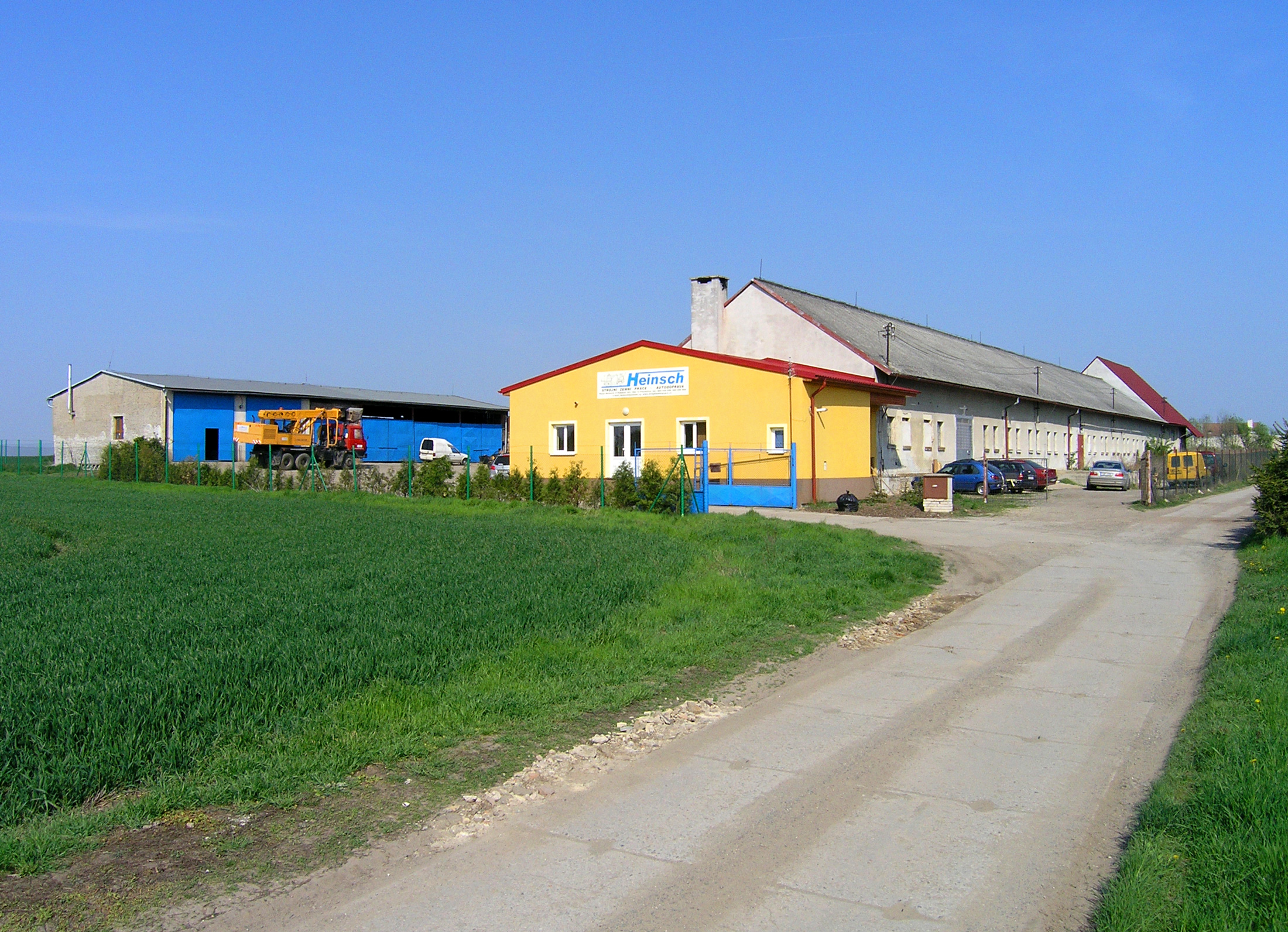
Budovy bývalého JZD v Přezleticích u Prahy

Jednotné zemědělské družstvo (zkratka JZD), na Slovensku Jednotné roľnícke družstvo (zkratka JRD), byl obvyklý název zemědělských družstev v socialistickém Československu. Jejich historie započala fakticky nucenou kolektivizací zemědělství.
Po roce 1948 v Československu začala v důsledku socialistické zemědělské politiky vznikat JZD za účelem vytvoření co největších orných ploch. Šlo v mnoha ohledech o napodobení sovětských kolchozů. Řada rolníků byla nucena vzdát se svého majetku pod různými druhy nátlaku. Vznik JZD s sebou nesl i ekologické problémy: kvůli rozorání prostorů mezi menšími poli zanikly remízky a jiná přirozená ochrana, došlo k výrazným úbytkům zvěře a mnoho druhů se stalo ohroženými, což ještě podpořila chemizace zemědělství.

## Zakládání Jednotných zemědělských družstev

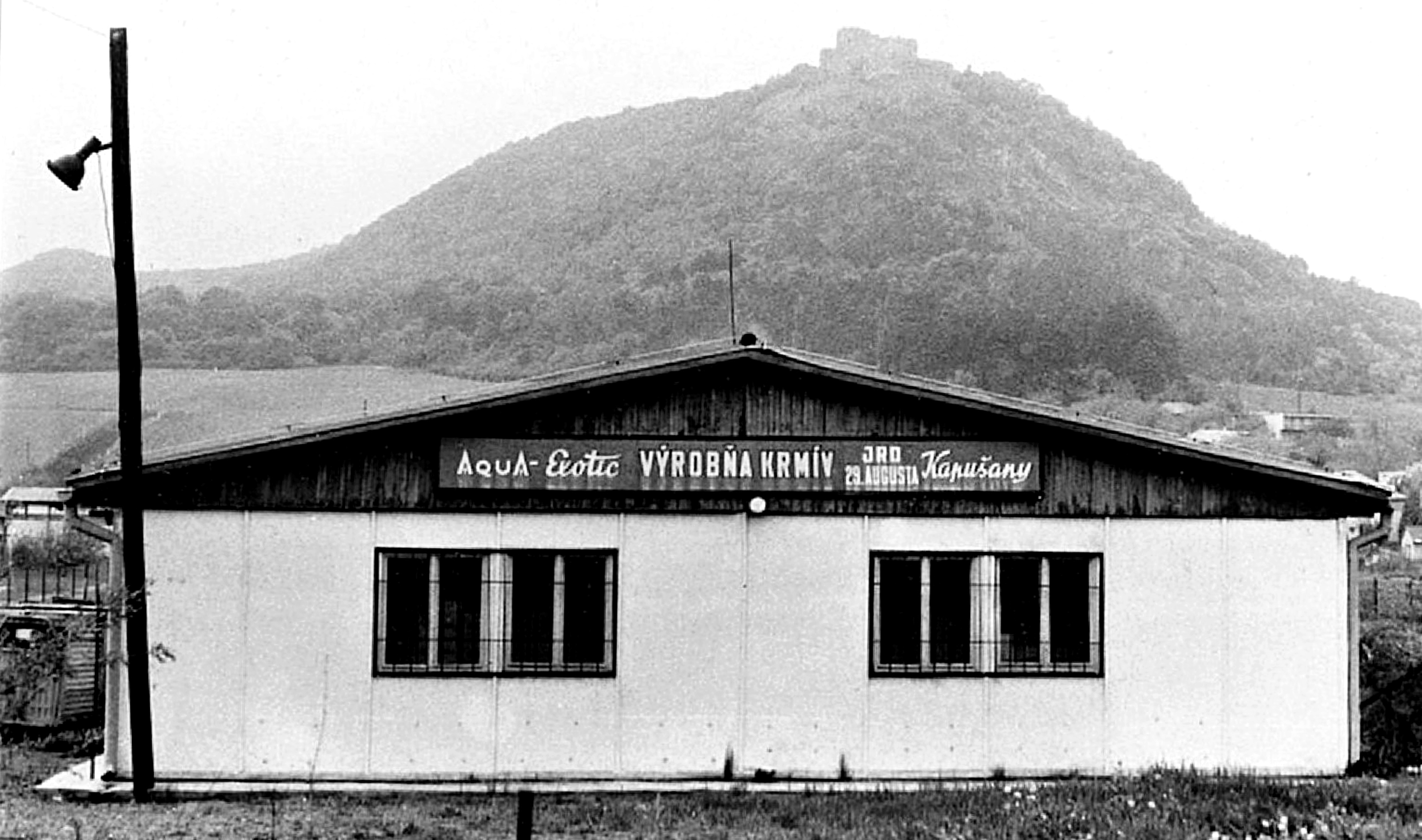
Výrobna krmiv „Jednotného roľnického družstva 29. augusta“ v Kapušanech u Prešova, polovina 80. let 20. století

Vznik JZD se odehrál ve třech etapách. První etapa byla dobrovolná, kdy členové družstva společně spravovali orné plochy. 

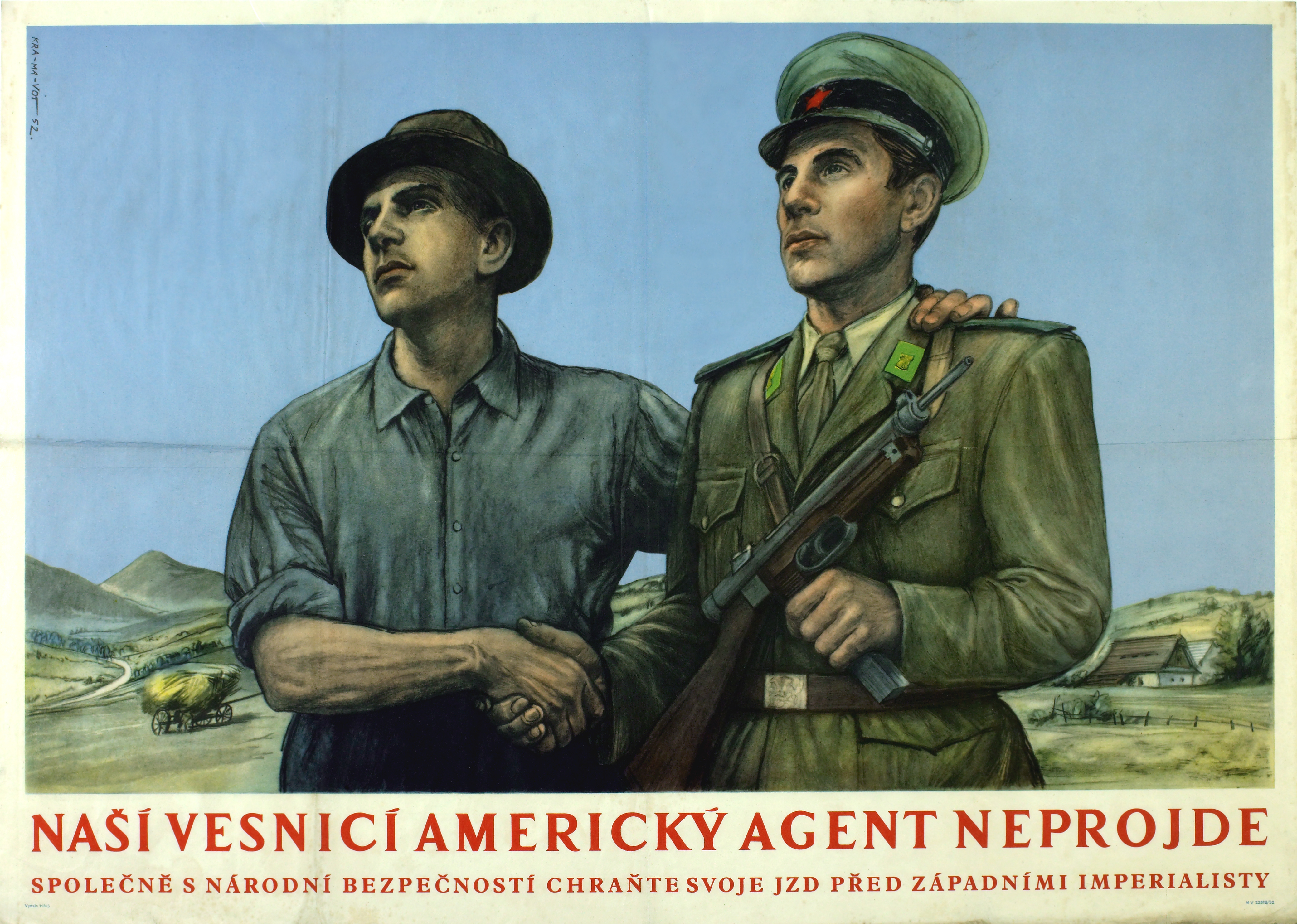
Budovatelský plakát z roku 1952 (SOkA Beroun).

Druhá etapa byla spojena se změnou struktury družstev na třetí a čtvrtý typ, což vyústilo v hromadné vystupování z družstev. Vedení komunistické strany na to reagovalo nuceným odkupem strojové techniky, což mělo znemožnit činnost zemědělců. Poslední fáze již byla spojena s násilnou kolektivizací půdy.
Národní pozemkový fond ministerstva zemědělství začal v roce 1949 jednotným zemědělským družstvům přidělovat konfiskované zemědělské pozemky na zřízení družstevních drůbežáren, teletníků a vepřínů, pro zřizované výběhy při těchto družstevních chovných budovách. 
Dále se jednalo o pozemky pro místní pastviny, vybudování vlastní krmivové základny (pokud družstvo zřizovalo drůbežárnu, teletník či vepřín), pozemky pro budování rybníků, větrolamů a půdu určenou k obdělávání ve vlastním zřízeném JZD. Zároveň pozemkový fond přiděloval i konfiskované budovy pro zřízení drůbežáren, teletníků, vepřínů, společných stájí, družstevních prádelen, pro uskladnění strojů nebo zřizování kulturních domů či bouračky na získání stavebního materiálu.

### Typy JZD

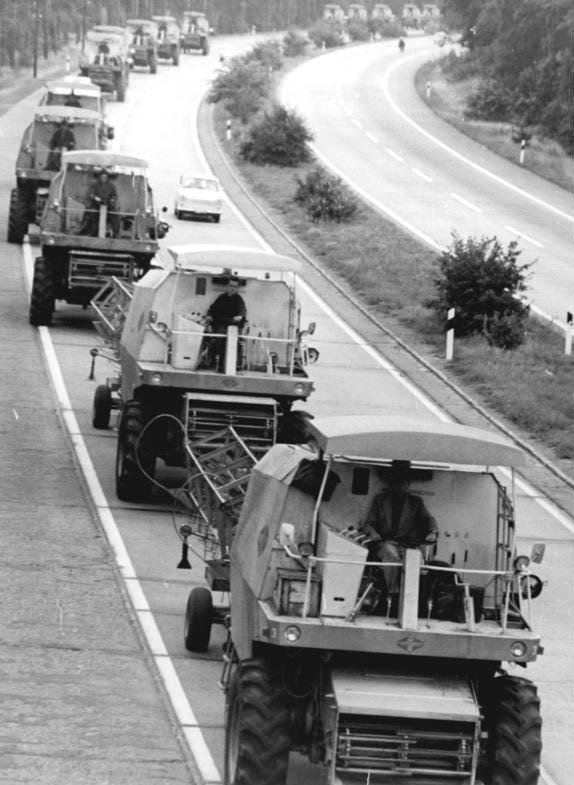
Kombajny v Německé demokratické republice, kde obdoba JZD nesla značku LPG
(Landwirtschaftliche Produktionsgenossenschaft)

Postupným vývojem JZD se měnila struktura družstev. V roce 1950 byla usnesením ÚV KSČ rozdělena JZD do čtyř typů. Počínaje JZD II. typu byla jednotlivá pole rozoráváním mezí spojována do velkých lánů.
- I. typ; jeho základním znakem bylo společný osev, sklizeň a užívání mechanizace
- II. typ; zaváděl společnou rostlinnou výrobu. Jednotlivým rolníkům připadla část úrody podle výměry půdy kterou vložili do družstva, ale živočišná výroba zůstávala nadále mimo družstvo.
- III. typ; zavedl i společnou živočišnou výrobu. Družstevníci byli odměňováni v systému pracovních jednotek a část ve finančních zdrojích.
- IV. typ; Oproti typu III. zaváděl odměňování podle množství a kvality odvedené práce bez ohledu na výměru vložené půdy. Zde již byl nucený výkup strojů, svod dobytka do společných stájí, scelování pozemků a vytváření velkých lánů usnadňující hospodaření ve velkém.

### Budování společného ustájení
Dne 7. listopadu 1950 rozhodla vláda Antonína Zápotockého (na návrh ministra zemědělství Júlia Ďuriše) o budování společných družstevních stájí (pro JZD vyšších typů) a to levnými a materiálově úspornými adaptacemi vhodných budov, vlastními pracovními silami družstevníků a z materiálu, který si JZD opatří v co největší míře z vlastních zdrojů. 

## Po zániku socialismu

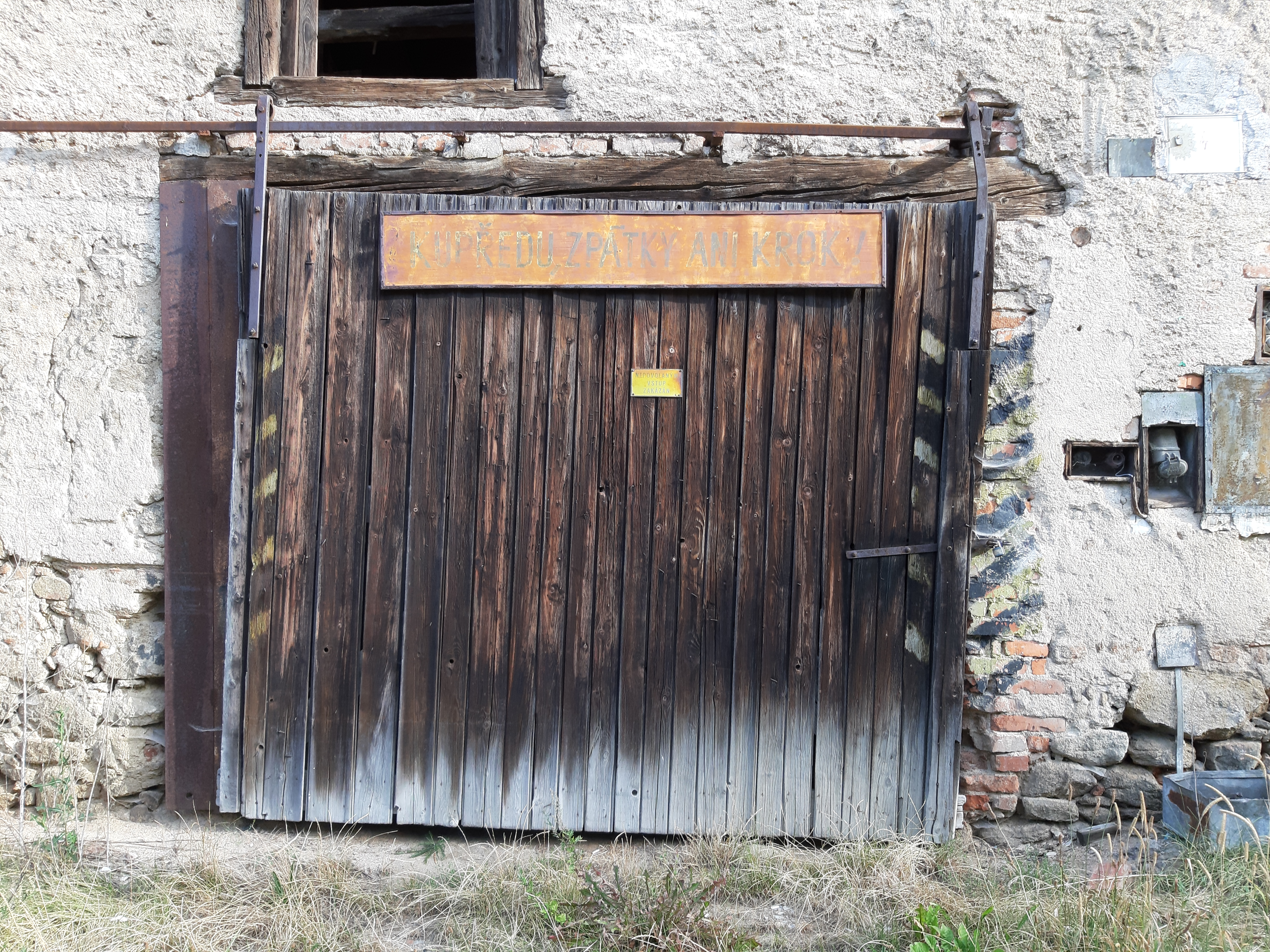
V tomto prostoru bývalo technické zázemí pro JZD. Dodnes (k srpnu 2022) je tam k vidění jedno z typických komunistických hesel (vyfoceno ve vesnici Defurovy Lažany).

Původní JZD buď zůstala družstvy a pokračovala například pod názvem „zemědělské družstvo“, nebo byla privatizována, transformována na jinou společnost, případně se rozpadla například kvůli často nehospodárné ekonomice, které byla dříve štědře dotovaná státem.
JZD Slušovice si ponechalo zkratku JZD i po transformaci na jinou formu, JZD Slušovice, s. r. o., které bylo vlastněno několika fyzickými osobami.